# Commandos Kieffer (France libre)
Cet article concerne les commandos français de la Seconde Guerre mondiale. Pour le commando actuel de la Marine nationale, voir Commando Kieffer (Marine nationale). Pour autres homonymes, voir Kieffer.
L'expression commandos Kieffer désigne parfois par simplification, les hommes du 1er bataillon de fusiliers marins commandos (1er BFMC) créé au printemps 1942 en Grande-Bretagne par la France libre (FNFL) et commandés par le capitaine de corvette Philippe Kieffer.
À sa création, le 1er BFMC est intégré au commando interalliés numéro 10 de la 1re Special Service Brigade de l'armée britannique. Détachés au sein du commando britannique numéro 4 avant le jour J, 177 membres du bataillon s'illustrent en participant au débarquement de Normandie (Sword Beach, Ouistreham), seuls représentants de la France à débarquer sur les plages, puis dans les combats qui ont suivi en Normandie. Le 1er Bataillon de Fusiliers Marins Commandos est fort de deux Troops (troupe) de combat (No 1 et No 8) et d’une 1/2 Troop d’appui (K-Guns).
Sur les 177 commandos qui débarquent le 6 juin 1944, 9 sont tués le jour même. Seuls 24 hommes terminent la campagne de Normandie sans avoir été blessés, après 78 jours de déploiement, alors qu'ils ne doivent initialement combattre que 3 ou 4 jours.
À l'issue de la campagne de Normandie, ils sont déployés aux Pays-Bas, toujours avec le commando numéro 4 du Lieutenant-colonel Dawson. Ces combats méconnus sont pourtant plus durs que ceux de Normandie.
Au total, 20 hommes, parmi les 177 du 1er BFMC, seront tués au combat avant la fin de 1944.
Au cours de son existence, sous ses différentes appellations, le 1er BFMC voit passer 427 volontaires de toutes spécialités, armées et même nationalités (Argentine, Autriche, Canada, Hongrie, Luxembourg, Pologne, essentiellement anciens de la Légion étrangère).
Oubliés pour des raisons politiques (pour le général de Gaulle, le débarquement était un événement allié et pas français, et le commando avait été placé sous contrôle britannique), les commandos survivants ne reçoivent la Légion d'honneur que soixante ans plus tard.
Les 7 Commandos Marine de la marine nationale française regroupés au sein de la Force maritime des fusiliers marins et commandos (FORFUSCO) sont les héritiers directs du 1er BFMC dont ils portent la coiffe (béret vert) et l'insigne directement dérivé de celui du 1er BFMC. En 2008 est créé une nouvelle unité de commandos, le commando Kieffer, qui porte le nom du fondateur et premier commandant du 1er BFMC.

## Création et différentes dénominations
- 23 mars 1942 : Compagnie de Fusiliers Marins Commandos.
- 12 novembre 1943 : 1re Compagnie de Fusiliers Marins Commandos.
- 08 octobre 1943 : 1er Bataillon Fusiliers Marins Commando.
- 1er mai 1946 : dissolution de l'unité, dernières mutations du CAM Lac de Constance[8].
- 1er mai 1946 : création du Stage Commando au centre Sirocco (Algérie) par l'O.E Lofi et 10 hommes du 1er BFMC ainsi que 6 britanniques du Commando N°4.

## Historique des garnisons, campagnes et batailles

### Création des commandos

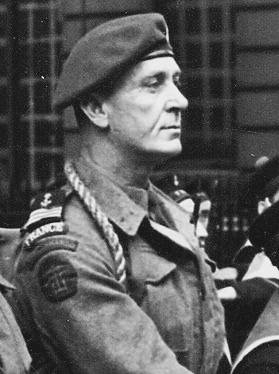
Philippe Kieffer.

Dès 1940, Winston Churchill décide la création d'une force d'assaut de 20 000 hommes. L'état-major britannique fait rapidement le constat qu'il lui manque de petites unités légères et mobiles, capables de mener des actions de renseignement ou de destruction, derrière les lignes ennemies sur les côtes de l'Europe occupée, du rivage atlantique français jusqu'au Nord arctique de la Norvège. C'est la création des unités «commandos». Le nom est repris du nom d'unités légères sud-africaines pendant la seconde guerre des Boers.
Philippe Kieffer, qui a rejoint le 19 juin 1940 les Forces françaises libres en Grande-Bretagne et sert comme officier de liaison du 3e Bataillon de Fusiliers Marins de langue espagnole (ou 3e BFM), est impressionné par les méthodes des commandos britanniques, en particulier le raid mené par les commandos anglais sur les îles Lofoten le 4 mars 1941.
Début janvier 1942, il prend la tête d'une compagnie d'instruction de 25 marins français, provenant essentiellement de l'Aviso «Arras», désignés pour instruire les volontaires basques du 3e BFM. Face à l'inexpérience de ses hommes et au manque d'équipement, l'enseigne de vaisseau Kieffer sollicite et obtient de former ses cadres au sein d'unités britanniques. Il envisage aussi qu'ils puissent à terme devenir eux-mêmes des combattants et veut les préparer à mener des « coups de main en opérations combinées avec l'armée ou les commandos ». La compagnie d'instruction, durant son stage chez les Royal Marines d'Eastney au mois de mars 1942, se fait remarquer par son zèle, sa soif d'apprendre et son comportement général dont le crédit est attribué à la valeur de son officier commandant. L'idée d'un emploi opérationnel de type commando continue à mûrir chez Kieffer ; le concept d’intégration d'étrangers aux commandos britanniques commence à circuler.
Anticipant cette dynamique, la compagnie d'instruction du 3e BFM est dissoute le 23 mars 1942 et est créée avec le même personnel la "Compagnie de Fusiliers Marins français", qui quitte sa base de Camberley pour rallier le camp d’entraînement HMS Royal Arthur de Skegness et se prépare au stage des commandos britanniques du « commando dépôt » à Achnacarry en Écosse. Pour nourrir les effectifs de la compagnie de futurs commandos, un groupe d'instruction spécifique est mis en place à Skegness.
Le 30 mars 1942, Winston Churchill valide la proposition de Lord Louis Mountbatten, chef des Opérations Combinées, de créer un commando de forces alliées. Les Britanniques sont intéressés par l'apport d'hommes susceptibles d'opérer en Europe occupée, connaissant le pays et la langue des habitants. Ce commando serait ainsi formé de « Troops » constitués de Français, Polonais, Belges, Néerlandais, Norvégiens, Yougoslaves. Les discussions se tiennent au plus haut de la hiérarchie et font l'objet d'une correspondance fournie entre Lord Mountbatten et le général de Gaulle, pour ce qui concerne la France.
Dès le 2 avril 1942, l'état-major des FNFL signifie l'acceptation de placer l'enseigne de vaisseau Kieffer et ses hommes sous autorité britannique. Fin avril, à l'issue de leur mois de préparation à Skegness, ces 29 français seront la première troop étrangère à être entrainée à Achnacarry, à l'instar des autres membres des commandos britanniques de la Special Service Brigade. Dans le même temps, Lord Mountbatten confirme au général de Gaulle le 30 avril 1942 l’acceptation d’intégrer une troop française au Commando interalliés Numéro 10 en cours de constitution. À l’issue de leur formation commando le 22 mai 1942, Philippe Kieffer et ses hommes resteront stationnés en Écosse, pour poursuivre leur entrainement au sein du commando numéro 2 à Ayr, avant d'intégrer officiellement le 16 juillet 1942, en tant que « Troop 1 », le Commando interalliés Numéro 10 dont le commandement a été confié au lieutenant colonel D.S. Lister M.C. La Troop 1 est basée à Criccieth, au pays de Galles, à quelques kilomètres de la Troop 2, hollandaise, formée à la même période.
Fait notable dans la constitution de la Compagnie de Fusiliers Marins Commandos, alias Troop 1 : elle fut rejointe par plusieurs groupes de volontaires de l'Armée de Terre dont le premier, en juin 1942, fut celui du lieutenant Charles Trépel, qui deviendra par la suite le commandant de la Troop 8, deuxième troupe française du 10e Commando.
À l'automne 1943, le 1er Bataillon Fusiliers Marins Commando (1er BFMC) est constitué de trois Troops : la No 1, la No 8 du capitaine Charles Trépel et la Troop d'appui (K-Guns). Environ un tiers de ces commandos sont originaires de Bretagne.

### Formation commando du1erBFMC
La formation a lieu avec les commandos de l'armée britannique, (les bérets verts), au château d'Achnacarry en Écosse. Ce château et les terres environnantes situés dans les Highlands ont été mis à disposition de la Special Service Brigade par le propriétaire, Sir Donald Walter Cameron of Lochiel, chef du clan Cameron, en février 1942. Le cadre est austère, sauvage et la formation particulièrement rude.
Philippe Kieffer et ses hommes seront les premiers étrangers à être formés dans ce centre d'entraînement dirigé par le lieutenant-colonel C.E. Vaughan. Les nouveaux arrivants doivent parcourir 30 km à pied de la gare au château, puis passer devant des tombes fictives de soldats prétendument morts pendant l'entraînement,. Le bataillon français ainsi formé est placé sous le commandement de Lord Lovat qui dirige la 1re brigade de commandos (ou Special Service Brigade).
Cette rigueur de l'entraînement tient à la difficulté et à la dangerosité des missions qui leur seront confiées derrière les lignes ennemies. Le 18 octobre 1942, Hitler avait ordonné d'abattre tous les commandos faits prisonniers.
Le 14 juillet 1942, la Compagnie des Fusiliers Marins Commandos défile dans les rues de Londres.

### Les opérations

#### Avant le 6 juin 1944
- Opération Jubilee : le 19 août 1942, 15 hommes de la Troop 1, sous les ordres de l'officier de 2e classe des équipages Francis Vourc'h, participent au raid sur Dieppe aux côtés des commandos britanniques (3e Commando, 4e Commando, 40e RM Commando) et canadiens. L'unité déplorera 1 mort. Un commando capturé puis évadé rejoindra l'unité 10 mois plus tard.
- Opération Forfar, raid Beer : période du 1er au 4 septembre 1942 : reconnaissance spéciale sur les côtes françaises à Életot (Seine-Maritime) à 53 km du Havre : 2 commandos français sont détachés auprès du 12e Commando, constituant la « Force J ».
- Cycle des Opérations Hardtack : période du 23 décembre 1943 au 20 janvier 1944 ; reconnaissances spéciales sur les côtes françaises.
  - Hardtack 11 : 24-25 décembre 1943, Gravelines. 6 hommes de la Troop 1 aux ordres de l'adjudant Wallerand et 3 Britanniques. 2 morts (un Français et un Anglais), 2 prisonniers (les 2 autres Britanniques). Les cinq Français réussissent à échapper aux recherches allemandes grâce à l'aide d'habitants locaux[20].
  - Hardtack 7 : 26-26 et 27-28 décembre 1943, Ile de Sark. 5 hommes de la Troop 1 aux ordres du lieutenant Mc Conigal du 12e Commando. 2 morts, 3 blessés.
  - Hardtack 28 : 26-27 décembre 1943, Jersey. 5 hommes de la Troop 8 aux ordres du capitaine Ayton du 2 SBS, blessé qui décèdera de ses blessures en Angleterre.
  - Hardtack 21 : 26-27 décembre 1943, Quinéville. 6 hommes de la Troop 8 aux ordres du lieutenant Francis Vourc'h.
  - Hardtack 4 : 26-27 décembre 1943, Biville (Criel-sur-Mer). 1 homme de la Troop 8 aux ordres du lieutenant Smith du 12e Commando.
- Opération Premium : 27-28 février 1944, Wassenaar, Hollande. 5 hommes de la Troop 8 aux ordres du capitaine Charles Trépel. 6 disparus.

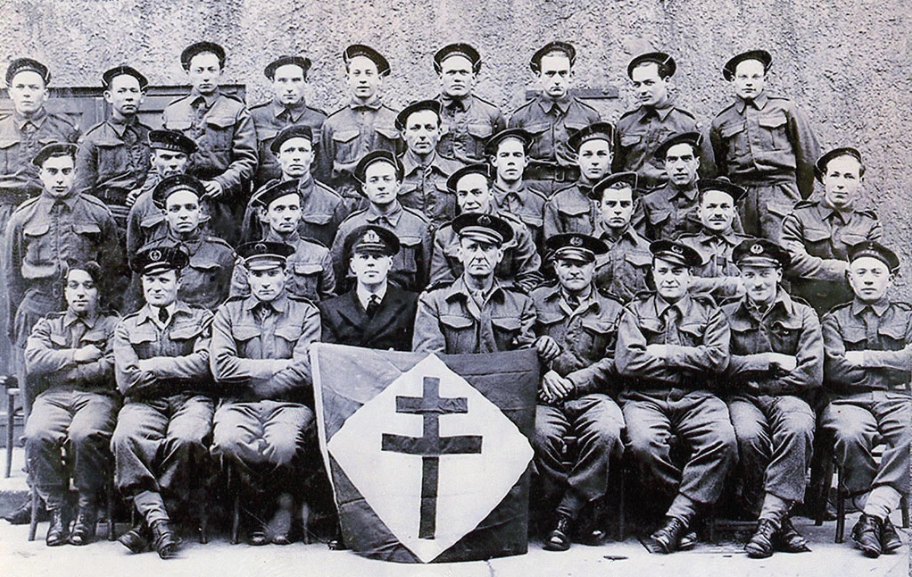
Commando Kieffer

#### Le 6 juin 1944 et la Campagne de Normandie (intégré au4eCommando)

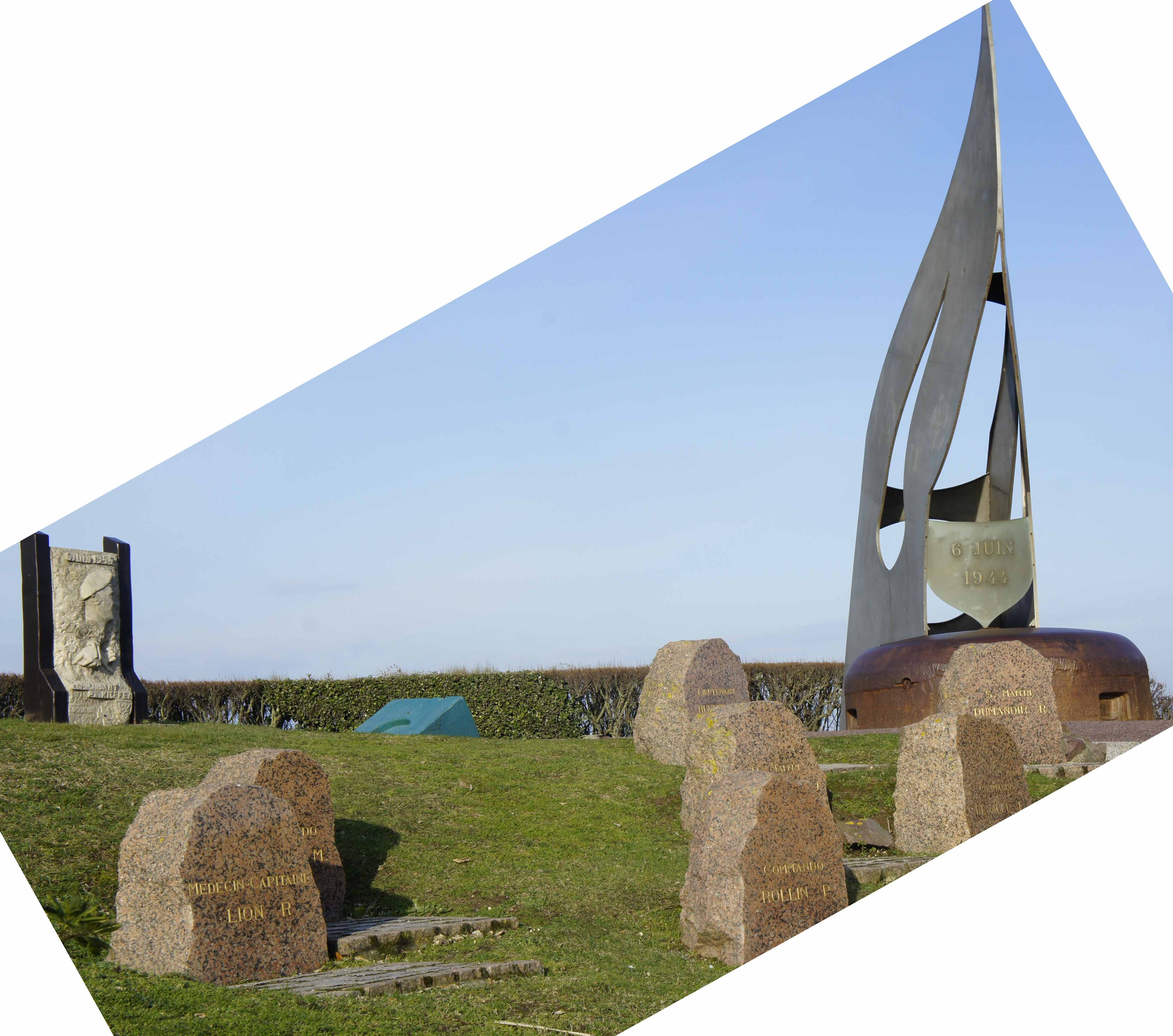
Monument en hommage aux morts du débarquement, situé plage de Ouistreham.

Dans les jours qui précèdent le Débarquement, les photos des objectifs sont distribuées aux commandos sans précision du lieu. Mais certains des commandos français originaires de Normandie reconnaissent les sites prévus, ce qui suscite l'inquiétude de l'État-major anglais, qui décide alors de les cantonner dans leur camp avec interdiction de sortie jusqu'au débarquement. Les 177 hommes ont été répartis en deux « troops » et une section de mitrailleuses « K-Guns ».
Le lieutenant de vaisseau Philippe Kieffer débarque le 6 juin en Normandie à la tête de 176 hommes du 1er Bataillon de Fusiliers Marins Commandos fort de deux Troops de combat et d’une 1/2 Troop d’appui (K-Guns). Ils débarquent des barges Landing Craft Infantry No 523 (Troop 1) et No 527 (Troop 2) à 7 h 32 sur la plage de Sword Beach (Colleville-Montgomery) à l'est du dispositif allié. Sur ce secteur, ils sont les premiers à débarquer (après les sapeurs britanniques du 2ème bataillon du East Yorkshire Regiment, qui ont tous été tués par les tirs allemands), les commandos britanniques les ayant laissés passer en tête comme prévu initialement afin qu'ils touchent le sol de leur patrie les premiers. Leur objectif est La Brêche, à 500 mètres à l'ouest de Ouistreham.
Malgré des pertes significatives au sein de la Troop 1, les commandos français s’emparent d’une pièce de 50 mm encuvée qui avait mis à mal le LCI 523, puis de l'ex-Casino de Riva-Bella, avant de s’enfoncer dans les terres par Colleville et Saint-Aubin-d'Arquenay pour faire jonction à Pegasus Bridge (Bénouville) avec les troupes aéroportées britanniques de la 6e Division aéroportée. Ils y arrivent vers 16 h 30. Ils rejoignent Amfreville et occupent alors les lisières du Plain vers 20 h 00 (ils y resteront 7 semaines). Au soir du 6 juin, le 1er BFMC aura perdu presque 25 % de ses effectifs : outre les blessés mis hors de combat et évacués, dont son commandant, Philippe Kieffer touché deux fois dans la journée, deux officiers et huit hommes sont tués :
- 4 sur la plage : second-maître Raymond Dumanoir (qui avait déjà participé à l'opération Jubilee), matelot Raymond Flesch, quartier-maître Joseph Letang, matelot Jean Rousseau ;
- 2 sur l'actuel boulevard Winston Churchill : lieutenant (armée de terre) Augustin Hubert, matelot Marcel Labas ;
- 4 face au casino : quartier-maître Jean Lemoigne, médecin de 1re classe Robert Lion, matelot Émile Renault, matelot Paul Rollin.

Avec le régiment canadien de la Chaudière, composé de Québécois, et quelques hommes des Antilles françaises parmi les Américains, elle fut la seule unité francophone à participer aux opérations.
Les commandos français vont combattre jusqu’au 27 août 1944, puis le bataillon est renvoyé en Grande-Bretagne au repos et pour être recomplété. Le 1er BFMC est rapatrié à Bexhill-on-Sea, cantonnement du 4e Commando, à compter du 6 septembre 1944 pour permissions et rééquipement.

#### Campagne des Pays-Bas (intégré au4eCommando)
En novembre 1944, au cours de la bataille pour libérer l'Escaut (nécessaire pour utiliser le port d'Anvers), le 1er BFMC est débarqué sur l’île de Walcheren aux Pays-Bas et il prend Flessingue dans le cadre d’une opération combinée des commandos britanniques. Philippe Kieffer, promu capitaine de corvette depuis le 4 septembre 1944, devient le commandant en second du Commando N°4, sous les ordres du Colonel R.W.P. Dawson
- Opération Infatuate : période du 1er au 8 novembre 1944. Prise de Flessingue au prix de violents combats puis reconquête de l'île de Walcheren avec le reste de la 4th Special Service Brigade. Le 1er BFMC (Troops 5 et 6) déplore 5 hommes tués.
- Cycle Opérations Intemperate : reconnaissances spéciales en zone allemande par débarquement nocturne.
  - Intemperate 2 : 17-18 janvier 1945. Troop 7 aux ordres du capitaine Willers. 1 blessé et 6 civils exfiltrés.
  - Intemperate 3 : 14-15 février 1945. Troop 5 aux ordres du capitaine Lofi. 1 blessé.
  - Intemperate 4 : 18-19 février 1945. Troup 6 aux ordres du lieutenant Vourc'h.
- Opération Interruption 1 : 11-12 mars 1945. Reconnaissance spéciale en zone ennemie. Troop 6 aux ordres du lieutenant Vourc'h. 4 blessés.

## Les officiers du1erBFMC
Ont servi au 1er BFMC :
- Philippe Kieffer (EV, LV, CC) (né en 1899, mort en 1962)
- Francis Vourch (O.E)
- Charles Trépel (Lt, Cap). Mort au combat le 28 février 1944, Wassenaar, NL
- Jean Mazéas (Asp, EV)
- Guy Vourc'h (Lt, Cap)
- Jean Pinelli (O.E)
- Léopold Hulot (Asp, Lt). Mort au combat en Indochine le 27 septembre 1948
- Paul Chausse (Lt)
- Alexandre Lofi (O.E, LV)
- René de Naurois (aumônier)
- Guy de Montlaur (Lt)
- Henri Villière (Cap Médecin)
- Pierre Amaury (Lt)
- Jacques Sénée (Lt). Mort au combat en Indochine le 10 janvier 1950 à la tête du 6e BCCP[21]
- André Bagot (O.E.)
- De Silgy
- Augustin Hubert (Lt). Mort au combat le 6 juin 1944
- Claude St Genis (Asp)
- Paul Egly (Asp)
- Robert Lion (Cap Médecin). Mort au combat le 6 juin 1944
- Patrick Willers (Lt, Cap)

- Domy Colonna-Cesari (Lt, Cap) (né en 1922, mort en 2021 avec le grade de colonel), campagne de France, campagne d'Italie, Mauritanie, Algérie, Vietnam (3 séjours), Tchad, Gabon, SDECE, au service action SM du général De Gaulle, parachutiste

## Traditions

### Insigne
C’est fin 1943 que Maurice Chauvet, membre du commando (Troop 8), dessina l’insigne du Bataillon. Voici comment il décrit son œuvre :
« Sur un écu de bronze, qui est en France, pourtant au centre le brick de l’Aventure supporté par des vagues, surchargé d’un poignard Commando, dirigé d’un canton senestre du chef au canton dextre de la pointe, et décoré d’une Croix de Lorraine dans le canton dextre du chef. L’écu repose sur un ruban portant l’inscription : « 1er Bllon FM COMMANDO ». Ses deux extrémités repliées montrent deux petites ancres rappelant l’origine marine de l’unité »
La maquette primitive présentait sur le côté droit une étoile, rappel des Corps Francs 39/40. Refusée par un amiral qui y voyait un symbole US et URSS, l’étoile fut remplacée par une deuxième ancre, comme sur les rubans légendés anciens du chapeau breton de marin.
Petits détails pour les collectionneurs et les curieux : réalisé à Londres par la firme J.R. Gaunt, le tirage fut de 400 pièces numérotés ; les numéros de 1 à 195 couvraient les membres des Troops 1, 8, et K-gun et les disparus en raids ; quatre-vingt numéros, entre le 239 et 336 (le dernier attribué), furent octroyés de Hollande formés fin 44 ou début 45. Enfin une soixante de badges perdus en action furent remplacés et 44 attribués à des personnalités britanniques ou françaises libres.
L'insigne est officialisé le 14 mars 1944 et sera remis officiellement aux hommes du 1er BFMC quelques semaines avant le débarquement, le 10 mai 1944. Il est broché sur le béret vert des commandos britannique en lieu et place de l'insigne tissu FNFL. C'est de cet insigne qu'est dérivé celui porté actuellement par les Commandos Marine.

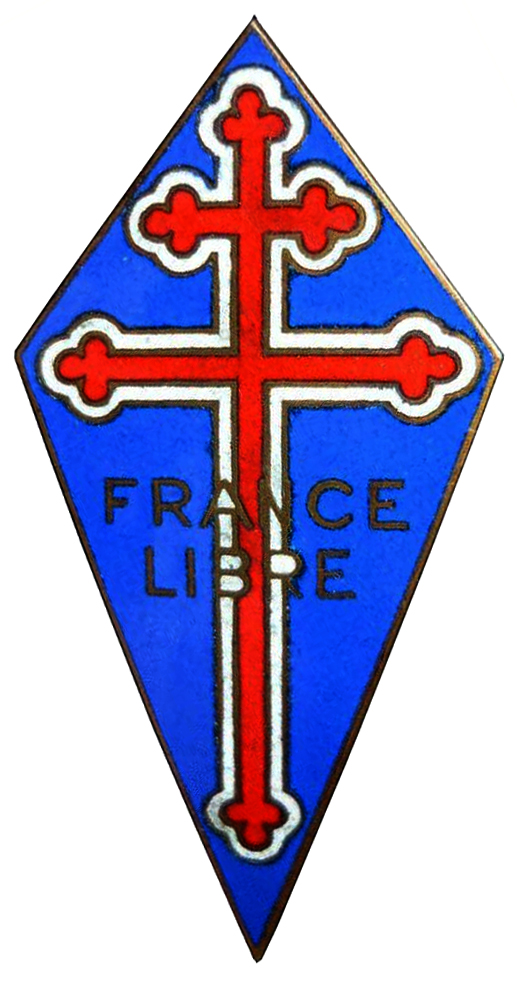
Insigne de poitrine des FNFL.
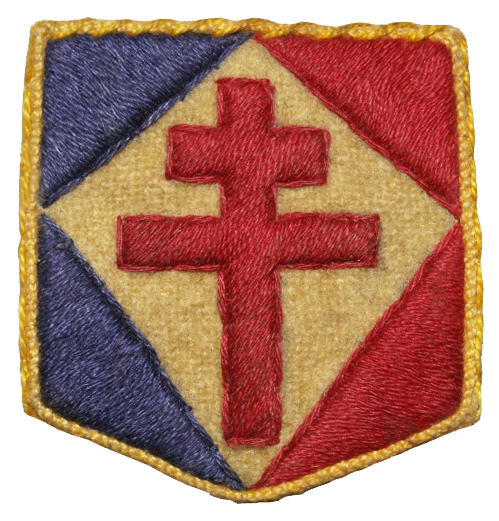
1er insigne de béret.
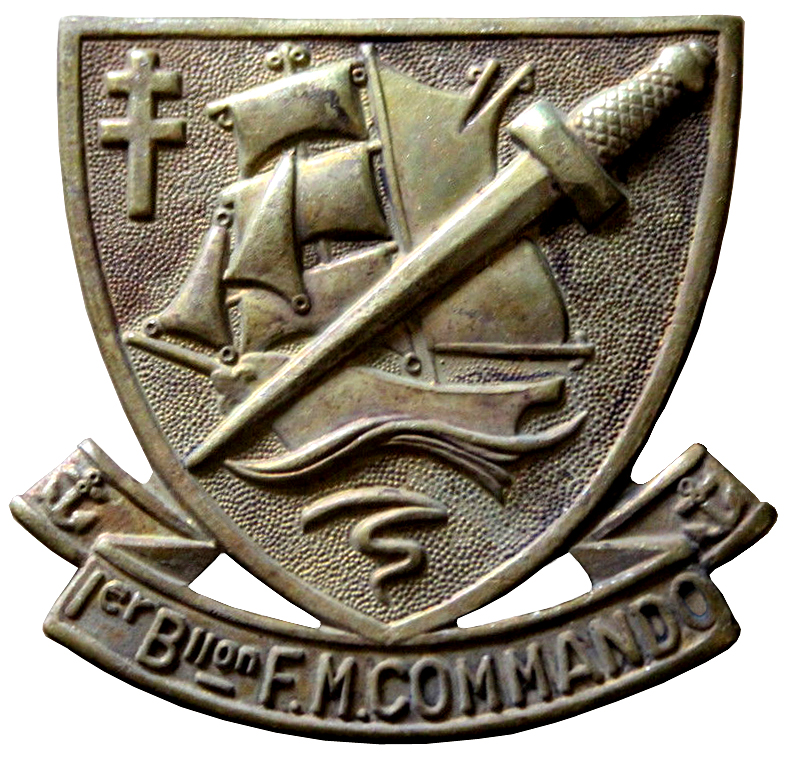
Insigne de béret.
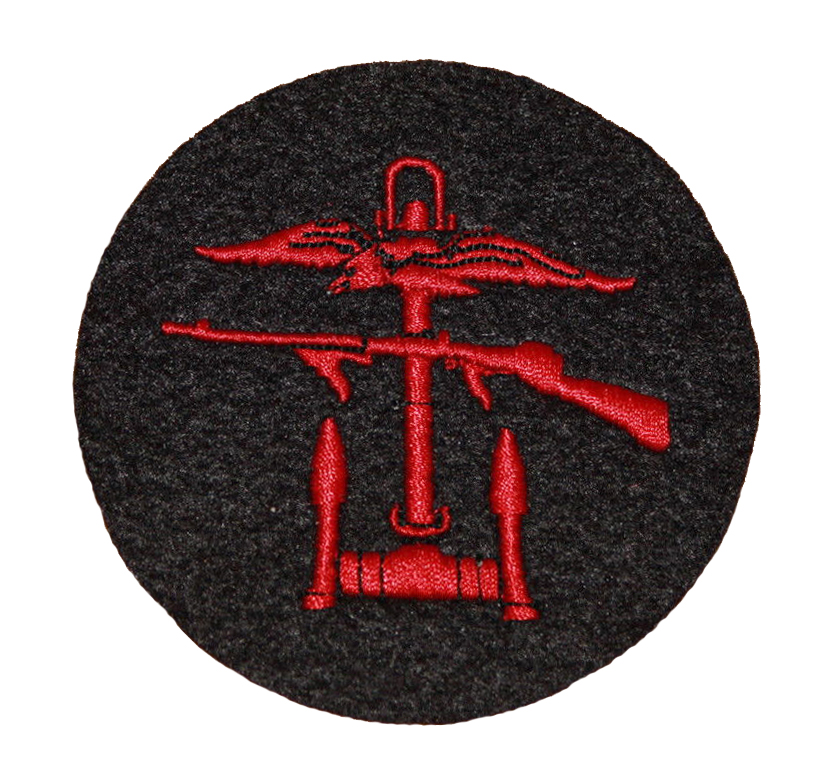
Insigne de bras.

### Fanion
Les photos d'archive laissent penser que le bataillon a arboré plusieurs fanions durant son existence. Le premier fanion portait une ancre de marine en son centre (blanc). Le deuxième (et dernier?) portait au centre (blanc) de l'avers, l'insigne des Opérations Combinées avec en dessous "Fusiliers Marins Commandos". Au revers, cet insigne était remplacé par une crois de Lorraine. Sur le bleu du fanion, sont brodés le nom des lieux où se sont déroulés les différents engagements du bataillon: 
- Dieppe
- Gravelines
- Étretat
- Quineville
- Ile de Jersey
- Ile de Sark
- Scheveningen
- D Day
- Ouistreham
- Passage de l'Orne
- Amfreville
- Bavent
- Passage de la Dives
- l’Épine
- Flessingue

La garde du fanion du 1er BFMC a été confiée à l'École des fusiliers marins puis transférée au Corps Amphibie de la Marine en novembre 1953 où il a disparu.
Depuis la disparition de l'original, plusieurs copies ont été réalisées pour être placées dans différents musées, sur lesquelles s'est parfois rajoutée l'inscription « Middelkerke ». Cette inscription a fait l'objet de protestation de non-conformité par le colonel Robert Dawson, qui commandait le Commando n°4 (UK) auquel était intégré le 1er BFMC pour les campagnes de Normandie et de Hollande.
Il existe également des fanions ultérieurs à la vie du bataillon commémoratifs du 1er BFMC et des Troops 1 et 8 mais qui n'ont pas ni valeur officielle ni historique.

### Décorations et citations
Le bataillon a été cité 4 fois à l'ordre de l'armée au titre de la croix de guerre 1939-1945. À ce titre, le bataillon et son fanion étaient décorés de la fourragère de la Médaille Militaire, remise le 23 novembre 1945 par le général de Monsabert à Strasbourg.
258 citations françaises individuelles ont été décernées aux hommes du 1er BFMC durant son existence.
4 hommes du bataillon ont été faits Compagnons de la Libération : le capitaine de corvette Philippe Kieffer, l'officier des équipages Alexandre Lofi, l'abbé de Naurois, l'officier des équipages Paul Chausse.

### Coiffure
Depuis qu'il a été institué comme la coiffe des commandos britanniques le 27 octobre 1942, les commandos marine français coiffent le fameux béret vert, l'insigne porté à gauche dont le bord est relevé. Ils sont les seuls dans les armées françaises, avec les fusiliers marins et les unités françaises participant à la brigade franco-allemande, à porter le béret « à l'anglaise ».

## Commandos de marine aujourd'hui
Les commandos marine de la marine nationale française sont les héritiers du 1er BFMC et du Commando Jaubert. Sur les sept commandos actuels, deux portent le nom d'un officier du 1er BFMC mort au combat :
- Commando Hubert
- Commando Trepel

Le 8 mai 2008, le président de la République a officialisé la création du nouveau commando Kieffer en l'honneur de Philippe Kieffer.

## Chefs de corps
- Compagnie de Fusiliers Marins Commandos Français :
  - 23 mars 1942 – 1er juillet 1942 : Enseigne de vaisseau Philippe Kieffer
  - 1er juillet 1942 – 12 novembre 1942 : Lieutenant de vaisseau Philippe Kieffer
- 1re Cie de Fusiliers Marins Commandos :
  - 12 novembre 1942 – 8 octobre 1943 : Lieutenant de vaisseau Philippe Kieffer
- 1er Bataillon de Fusiliers Marins Commandos :
  - 8 octobre 1943 au 4 septembre 1944 : Lieutenant de vaisseau Philippe Kieffer
  - 4 septembre 1944 au 1er juillet 1945 : Capitaine de corvette Philippe Kieffer
  - 1er juillet 1945 au 1er mai 1946 : Officier des équipages Alexandre Lofi

## Faits d'armes faisant particulièrement honneur au bataillon
- Débarquement à Colleville-Montgomery le 6 juin 1944.
- Avancée, tenue de position et reconnaissances ; Bénouville, Amfreville, Le Plain, Hauger, Amfreville, le bois Bavent.
- Combat pour le carrefour de l'Épine le 21 août, Beuzeville.
- le 1er novembre 1944 lors de la campagne de Hollande à Flessingue. Les Alliés qui ont libéré Anvers ne peuvent pas utiliser le port car les rives de l'Escaut en aval sont toujours aux mains des Allemands. Les Alliés lancent l'assaut sur l'île de Walcheren ; Une unité des commandos Kieffer, dirigée par Alexandre Lofi, s'empare de l'une des redoutes de l'île, et ce malgré la supériorité numérique de l'adversaire. Il y a une centaine de prisonniers dont le commandant de la redoute.

## Personnalités ayant servi au sein du bataillon
- Alexandre Lofi, adjoint de Kieffer et qui le remplaça quand ce dernier fut blessé ;
- Paul Chausse, héroïque lors de l'attaque à la baïonnette de sa section, le 17 août 1944, à la ferme de l'Épine proche de Bavent ;
- René de Naurois, Juste parmi les nations et compagnon de la Libération comme Kieffer, Lofi et Chausse ;
- Léon Gautier, décédé en 2023, dernier survivant des commandos Kieffer ;

## Sources et bibliographie

#### Anciens du commando
- Philippe Kieffer (commandant), « Les fusiliers-marins commandos », dans La France et son empire dans la guerre, t. 2, ELF, 1947, 233 à 244.
- Philippe Kieffer, Béret vert, France Empire, 1969
- Philippe Kieffer (édition critique de Benjamin Massieu), Béret vert, Paris, Editions Pierre de Taillac, 2024, 352 p. (ISBN 2364452627)
- Gwenn-Aël Bolloré dit Bollinger (préf. Lord Lovat), Nous étions 177..., France-Empire, 1964
- Gwenn-Aël Bolloré, Commando de la France libre - 6 juin 1944, Paris, France-Empire, 1984, 280 p. (ISBN 2-7048-0320-X)
- Gwenn-Aël Bolloré, J'ai débarqué le 6 juin 1944 : Commando de la France libre, Paris, Éditions du cherche midi, 1994, 239 p. (ISBN 2-86274-308-9)
- Maurice Chauvet , D-Day 1er B.F.M. Commando, Amicale des anciens parachutistes SAS & Commando, 1974
- René de Naurois, Aumônier de la France Libre : mémoires, Paris, Perrin, 2004, 288 p. (ISBN 2-262-02118-X)
- Guy Hattu, Un matin à Ouistreham : Récit, Paris, Tallandier.2014, 272 p;
- René Goujon[26], Le jour J au Commando no 4, Paris, NEL, 2004, 189 p. (ISBN 2-7233-2048-0)

#### Études contemporaines
- René Bail, Commando marine au combat, Grancher, 2003 (ISBN 978-2-7339-0828-0).
- Éric Le Penven, Commando Kieffer : Free french No 10 & No 4 Commando, Bayeux, Heimdal, 2006, 300 p. (ISBN 2-84048-202-9)
- Benjamin Massieu, Philippe Kieffer : Chef des commandos de la France libre (réédition avec annexes dont biographie de Charles Trépel, 320 pages, mai 2014), Pierre de Taillac, octobre 2013 pour la 1ère des 5 éditions, 288 (320 depuis la 2e édition).
- Benjamin Massieu, Les Français du Jour J, Pierre de Taillac, mai 2019, 416 p.
- Benjamin Massieu, Commando Kieffer, la campagne oubliée : Pays-Bas 1944-1945, Pierre de Taillac, novembre 2020, 286 p.
- Benjamin Massieu et Jean-Christophe Rouxel, Commando Kieffer : 177 visages du Jour J, Paris, Editions Pierre de Taillac, 2024, 277 p. (ISBN 978-2-36445-271-8)
- André Mispelaere, Commando Kieffer, naissance et organisation du numéro 10 interallié, MN, 2012, 350 p.
- Stéphane Simonnet, Le Commandant Kieffer : Le Français du jour J, Paris, Tallandier, 2012, 414 p. (ISBN 979-10-210-3109-8).
- Stéphane Simonnet, Les 177 Français du jour J, Paris, Tallandier, 2014, 128 p. (ISBN 979-10-210-0519-8)
- Jean-Marc Tanguy, Le Commando Kieffer. Les 177 Français du D-Day, Paris, Albin Michel/Ministère de la Défense, 2014, 195 p. (ISBN 978-2-226-25068-1, présentation en ligne)
- Patrice Rolli, « Au cœur du débarquement en Normandie avec le commando Kieffer - témoignage exceptionnel du Maître principal Hubert Faure (6 juin 1944) », dans Le Périgord dans la Seconde Guerre mondiale. Chronique des années noires du Mussidanais et de l'Ouest de la Dordogne, L'Histoire en partage, 2012 À propos du parcours de ce commando voir également Camouflage du matériel (CDM) dans l’armée d’armistice en Dordogne et plans secrets (1940-1942) : témoignage d’Hubert Faure.
- Jacques Dollar et Robert Kayser, « Cinq 'Bérets verts' luxembourgeois », dans Histoire de la Luxembourg Battery, 1982, 200 p.
- Bruno Durez, Opération Hardtack 11 - Raid sur Gravelines, Généalogie Association Gravelines, décembre 2018, 164 p.  (ISBN 978-2-9548-9034-0)
- MARTIN Roderic-Le Commando André Dignac-Héros de la France Libre. Béret vert du Commando Kieffer.2023.ISBN/ 978-2-900972-12-0. SHAAPB.
- Marc Burg, Le commandant Alexandre Lofi (premier instructeur des commandos marine) : du jour-j au débarquement des Pays-Bas, Broché - Illustré, 8 septembre 2022  (ISBN 978-2-36093-236-8).

#### Roman
- Georges Fleury, (roman), Paris, Grasset, 1994, 386 p.  (ISBN 2-246-47981-9)

### Filmographie

#### Documentaires
- 6 juin 1944 - Le commando Kieffer, de 13e rue, Memento, Ministère de La Défense (prod.) et de Stéphane  Rybojad (réal.), 46 min 43 [voir en ligne]
- Les Hommes du commando Kieffer, de France 2 (prod.) et de Bertrand  Basset (réal.)
- Les Français du jour J, de Kilaohm Productions (prod.) et de Condon  Cédric (réal.), 2014, 1h28 [voir en ligne]
- [vidéo][Production de télévision] « Résistants : Les héros français du jour J », Romain Clément (réalisateur), 10 novembre 2017, RMC Découverte (consulté le 16 décembre 2017)

#### Fiction
- Le Jour le plus long (The Longest Day), film américain réalisé par Ken Annakin, Andrew Marton, Bernhard Wicki, Gerd Oswald et Darryl F. Zanuck Sorti en 1962, il est tiré du livre éponyme de Cornelius Ryan. Une scène est consacrée à la prise du casino fortifié par les Allemands par le commando Kieffer.

### Podcast
- Stéphane Simonnet et Julien Corbière, le Mémorial de Caen (22 épisodes, interviews des combattants du Commando), Les Voix du Commando Kieffer, France Bleu Normandie, 2024 (lire en ligne [audio])